# ۳۲۰ (پیش از میلاد)
۳۲۰ (پیش از میلاد) ۳۲۰مین سال قبل از تقویم میلادی است.

## مناسبت‌ها
زمین لرزه ری در ایران